# Michel Verjux
Michel Verjux (Chalon-sur-Saône, 1956) es un artista visual-espacial contemporáneo, poeta y teórico del arte francés.

## Biografía
Michel Verjux vive en París desde 1984. Su compañera es la escritora Isabelle Lartault.
De 1976 a 1979 practicó teatro, no solo como actor, sino también como director y diseñador de iluminación (en el Théâtre Universitaire International en Dijon). Desde 1979 hasta 1983 realizó performances e instalaciones de video y multimedia. En 1982 se graduó en la Escuela Nacional de Bellas Artes de Dijon (taller Jaume Xifra). Es desde 1983 cuando se dedica iluminación que ahora identificamos con su trabajo.
Es el cofundador del lugar de artistas "À la limite", y el centro de arte contemporáneo Le Consortium, ambos ubicados en Dijon, que abrieron respectivamente en 1981 y 1983.
Michel Verjux es profesor titular de artes y ciencias del arte en el Paris I Panthéon - Sorbonne desde 1996. Además, fue miembro del Consejo Científico para la Investigación en Artes Visuales, Delegación para las Artes Visuales, para el Ministerio de Cultura de Francia, de 1997 a 2000, y miembro de la Junta de Directores de la Escuela Nacional de Artes de Cergy-Pontoise desde 2003.

## Enfoque artístico
De Michel Verjux, hemos conocido desde la década de 1980, sus proyecciones de luz blanca en los espacios expositivos. El artista forma parte de la práctica contemporánea de la instalación. Esta práctica cuestiona en particular el estado del objeto artístico, el espacio circundante y el papel del espectador. Con la luz como una herramienta casi exclusiva, el artista escenifica el espacio con datos luminosos, mientras Dan Flavin lo desmaterializa con sus luces de neón, Michel Verjux lo corta con su "iluminación". Su trabajo suele ser in situ. De hecho, las obras de Verjux existen solo en un espacio y tiempo dados. Su iluminación es inducida y definida por el lugar que es un elemento inseparable de la obra.
Michel Verjux basa su trabajo en la observación de que el arte construye una relación con el mundo (es decir, un sistema de representaciones) mediante un dispositivo de demostración, que permite prever nuevas relaciones, nuevas estructuras, dentro de las manifestaciones de la realidad. Lo importante, por lo tanto, no es más lo que mostramos que la forma en que lo mostramos y por qué lo mostramos. Las iluminaciones que diseña (desde 1983) deben por lo tanto ser entendidas de muchas maneras:
- La naturaleza metafórica de "esclarecer" algo.
- Las cualidades plásticas más concretas de los dispositivos que instala. Ya sea la calidad de la luz en sí misma: temperatura, intensidad, difusión, etc. Pero también de todas las cualidades materiales de lo que es nuestra atención como las formas producidas. Formas geométricas simples, frontales y efectivas. Esta eficiencia formal, impresa por el movimiento moderno, conduce a cosas racionales y suficientes para permitir una comprensión simple de lo que son en principio.
- Cómo afecta la iluminación al espacio. Al instalarse en espacios construidos, el artista propone revelar su arquitectura mediante una iluminación parcial que decide dejarla desaparecer o mostrar partes de ella.
- La forma en que estas instalaciones introducen una relación con el cuerpo, la mirada, la espiritualidad o su carácter intencional o incluso ficticio. Sus "aspectos destacados" ponen al espectador en estrecha relación con la obra, ya que el campo visual está enmarcado, nos damos cuenta de que estamos mirando. Poco a poco el espectador está "tomando el lugar del objeto perdido". La obra nos hace conscientes de nosotros mismos, de nuestro lugar en este preciso momento, como si estuviéramos mirando nuestro ser en la cara del tiempo y el lugar. El artista nos invita a meditar sobre nuestra existencia. El arquitecto Tadao Ando dijo: "Un muro debe animar a la gente a pensar".

Michel Verjux, por lo tanto, introduce en su trabajo un conjunto complejo de relaciones no solo dentro de los constituyentes de la obra, sino también dentro de los diferentes niveles de aprehensión. Su trabajo tiene una estrecha relación con la filosofía, que lo alimenta y, a cambio, parece enriquecerse con los conceptos indescriptibles que logra producir.

## Cronología
Desde su trabajo en la Escuela Nacional de Bellas Artes, Michel Verjux ya se inscribió en una práctica artística del tipo de performance e instalación.
FM 104 fue una actuación para iluminar, como él explica; "Una parte del piso y la pared con un proyector de diapositivas, a lo largo de un eje que parece importante para el espectador. Iluminar, para mí, ya era un acto artístico. Luego repinté con pintura blanca el área iluminada. Una vez que la acción de pintar se completó [...] una imagen del cielo apareció en la pared. En ese momento, las principales referencias para mí fueron Dan Graham, Jochen Gerz y Bruce Nauman ".
A partir de ese momento, las prácticas de Michel Verjux se establecen de acuerdo con un protocolo diseñado durante cada exposición. Su trabajo se construye y desarrolla como un lenguaje en constante evolución, en torno a la implementación de un proceso hecho de luz. La primera etapa, que él llamó "sombra y luz", se expresó desde 1983 hasta 1985. En ese momento, la artista estaba implementando su iluminación con un proyector de diapositivas y en lugares que necesitaban ser ocultados. Al escenificar objetos (plomada, mesas apiladas ...), estableciéndose entre la fuente de luz y el fondo (pared), el artista corta formas y envía al espectador de vuelta a cuestionar la morfología del entorno, así como la propia luz proyectada. Estos objetos intermedios, Michel Verjux los llaman "desvíos poéticos".
La exposición Lumière en Montreal en 1986 marca un nuevo paso en el proceso. De hecho, Michel Verjux entiende que la proyección puede ser autosuficiente. Usando focos colocados directamente en el suelo y una luz rasante, el artista se destaca del objeto-obstáculo. Esta evolución en su lenguaje artístico es tanto más sorprendente, porque ataca directamente la forma material de la obra. A través de la exposición en Montreal Homenaje al piso y la pared, que el artista volverá a calificar como "homenaje al aquí y al ahora", el interés cambia de propósito y ahora se centra en el proceso que genera cosas y las relaciones que se establecen entre ellas más que en el aspecto formal o concreto de éstas. Por lo tanto, Michel Verjux desarrolla su lenguaje en torno a este proceso sin objeto, donde la iluminación es la única materialidad de la obra.
La siguiente fase de evolución significativa se juega esta vez en el uso de la iluminación. Es con motivo de una comisión pública que surge la cuestión de la luminaria. Planeada para un jardín de infancia, la instalación debe ser visible durante el día, Michel Verjux debe componer su trabajo con luz ambiental. Es en este momento que se apropia del proyector de corte como una nueva herramienta. Este dispositivo ya no es un equipo técnico para la proyección de imágenes, como lo es el proyector de diapositivas, sino una fuente de luz directa. Además, es una técnica de iluminación de espectáculos utilizada en particular para el cine, el teatro, la danza ... El uso del proyector con corte marca una intensificación de la luz. El artista justifica esta evolución técnica explicando que "el cambio es tanto más decisivo como nos brinda varias ganancias simultáneas". A partir de ahí, las obras forman parte de este planteamiento de Verjux: "La luz en la luz".
Michel Verjux hace su primer trabajo al aire libreen 1991. La nueva fase significativa desde entonces, es el espacio expositivo que evoluciona y se extiende. En el exterior, el trabajo borra el día para dar paso al sol y reaparece por la noche. El artista especifica: "No reemplazamos el sol, solo tomamos el control, modestamente y por un tiempo limitado". En el exterior, el estado de la iluminación puede ser modificado. Es tanto una parte de una dinámica de iluminación artística como de iluminación pública.
Durante aproximadamente diez años, Michel Verjux interviene cada vez más en el espacio público.

## Exposiciones, encargos públicos y similares.

### Exposiciones personales (selección)
- 2008 :
  - Zip, (en paralelo con la exposición de Olivier Mosset), espacio Black Box, Art & Co, Bruselas, del 10 de octubre al 15 de noviembre
  - Philippe Daney y Michel Verjux en Granville, en la galería Granville, del 11 de octubre al 30 de noviembre, y en el Museo de Arte Moderno Richard Anacréon, del 11 de octubre al 31 de diciembre.
  - Ni uno ni dos, Cécile Bart y Michel Verjux, Galería Georges Verney-Carron, Lyon, del 19 de septiembre al 20 de diciembre.
  - Vor unseren Augen, Galería Dorothea van der Koelen, Mainz, Alemania, 16 de febrero al 9 de mayo.
- 2009 :
  - Notte bianca Milano, Galeria d'arte moderna di Milano, 20 de febrero
  - Tubo lleno de luz y color, Galerie Guy Ledune, Bruselas, 25 de abril a 11 de julio.
  - Por encima de todo, Galería Catherine Issert Gallery, St. Paul, del 11 de septiembre al 31 de octubre.
  - (En colaboración con Isabelle Lartault) Prima di tutte le cose, Galleria Studio Studio Invernizzi, Milano, 24 septiembre-13 noviembre.
  - Restauración, Imagen de arte, Chalon-sur-Saone, Capilla del Carmelo, 27 de octubre-5 de diciembre.
- 2010 :
  - Círculo y plaza, Galerie Jean Brolly, París, 9 de enero - 20 de febrero.
  - Debajo del techo (exactamente en el piso), Villa Arson, Centro Nacional de Arte Contemporáneo, Niza, Francia (instalación permanente desde 1988, restaurada y re-inaugurada el 4 de febrero de 2010, en paralelo con la exposición colectiva Double Bind).
  - Continuación a la fachada, Galería Catherine Issert, Saint-Paul-de-Vence, Francia, instalación permanente desde el otoño de 2009 (re-inaugurada el 5 de febrero de 2010, en paralelo con la exposición personal de Pascal Broccolichi).
  - Muro, espacio, ojo, Museo Nacional Fernand Léger, Biot, del 5 de febrero al 17 de mayo.
  - Biennale für Internationale Lichtkunst - Ruhr 2010 (Luz abierta en espacios privados), Haus Kneissel, Hamm, 28 de marzo a 27 de mayo.
  - Todo lo demás está en las sombras, con Isabelle Lartault, Nuit Blanche, Francia, París, Tour Montparnasse, 2-3 de octubre.
  - xavierlaboulbenne (con una actuación de Dölsie, 2 de octubre), Berlín, Alemania, 2-30 de octubre.
- 2011 :
  - Respira, camina y mira, Dallas Contemporary Art Center, Dallas, TX, EE. UU., del 12 de febrero al 30 de abril.

### Exposiciones colectivas (selección).
- 2008 :
  - John Armleder, Michel Verjux y Banks Viollette, Point Ephemeral, París, del 25 de octubre al 23 de noviembre.
  - El proyecto de la prensa Bliss, Casa del desarrollo cultural, Gennevilliers, 11 de septiembre.
  - Yo y los demás, la Galería Catherine Issert, Saint-Paul de Vence, del 18 de julio al 30 de agosto.
  - XXL, Exposición colectiva de verano, Espacio Black Box, Art & Co, Bruselas, 13 de junio-13 de septiembre.
  - + Reality, Banana Shed, Grupo de Investigación en Abstracciones, ERBA, Nantes, Francia, del 10 de abril al 8 de junio.
  - Art Karlsruhe (Galería Dorothea van der Koelen), Halle Karlsruhe, Alemania, del 27 de febrero al 2 de marzo.
  - Artefiera (Galería Jean Brolly, París), Bolonia, Italia, del 24 al 28 de enero
- 2009 :
  - Vacío y Plenitud, Espacios Comunes, Centro Cultural Coreano, 7-25 Abr.
  - MiArt 2009, (galería A arte Studio Invernizzi, Milán), Milán, Italia, 17-20 de abril.
  - Art Brussels, (Galería Jean Brolly, París), Bruselas, Bélgica, 24-27 de abril.
  - Tubo lleno de luz y color, espacio Black Box, Art & Co, Guy Ledune Gallery, Bruselas, Bélgica, del 25 de abril al 11 de julio.
  - Relajación doble, The Orangery, Parque Municipal, Ayuntamiento, Fontenay le Comte, Francia, del 29 de abril al 24 de mayo.
  - Cuando las ideas se convierten en forma, La Galería, Galería Dorothea van der Koelen, Venecia, Italia, del 6 de junio al 23 de noviembre
  - Proyecto / Proyección # 7.0, Biennale de l'Estuaire 2009, Escuela Nacional de Arquitectura, en colaboración con la Escuela de Bellas Artes de Le Mans, Nantes, Francia, del 15 al 17 de junio.
  - No envejeceremos juntos, Galerie Odile Ouizeman, París, Francia, del 20 de junio al 25 de julio.
  - FIAC 2009 (galería A arte Studio Invernizzi, Milán), Grand Palais, París, Francia, 22-25 de octubre.
- 2010 :
  - MiArt 2010, (galería A arte Studio Invernizzi, Milán), Milán, Italia, 25 y 29 de marzo.
  - Internationale Biennale der Lichtkunst Ruhr 2010 - Luz abierta en espacios privados, Hamm, Alemania, Haus Kneissel, 27 de marzo - ...
  - No viviremos juntos, galería múltiplos, París, Francia, del 3 de abril al 14 de mayo.
  - Rund. Forma, Grenze, Körper, Erscheinung, Gesellschaft fuer Kunst und Gestaltung, Bonn, Alemania, del 23 de abril al 6 de junio.
  - Espectáculo de luces, Buchmann Galerie, Lugano, Suiza, 7 de mayo, ...
  - François Morellet, François Perrodin, Felice Varini, Michel Verjux, Galería Mark Müller, Zürich, Suiza, del 12 de junio al 17 de julio.
  - Art / 41 / Basel, (Galería Mark Müller, Zúrich), Basel, Suiza, 16-20 de junio.
  - Tome la puerta y haga la pared, FRAC Provence-Alpes-Côtes d'Azur, Marsella, Francia, del 11 de septiembre al 11 de diciembre.
  - Arte, Arquitectura, Diseño, Galería Verney-Carron, Lyon, Francia, del 11 de septiembre al 20 de noviembre
  - Arte Natura Poesia. Intervención en morterona., Morterone, Italia, 12 de septiembre-5 de diciembre
  - FIAC 2010 (galería A arte Studio Invernizzi, Milán), Grand Palais, París, Francia, del 21 al 24 de octubre
  - Más luz, Kunstraum Alexander Bürkle, Friburgo de Brisgovia, Alemania, del 23 de octubre de 2010 al 20 de marzo de 2011.
- 2011 :
  - Galería Mark Müller, Zürich, Suiza, 15 de enero - 12 de marzo

### Algunos encargos públicos permanentes (y similares)
- Siete juicios por un cuerpo de agua, Puerto de Bruselas y Fundación Rey Balduino, Bélgica, 2004 (concepción 1999).
- Suite de tres fragmentos de luz, Museo Nacional de Prehistoria Les Eyzies de Tayac, Francia, 2004 (2000 diseño).
- Conos de luz en un cono de material, Metro Company del área urbana de Toulouse (estación Saint-Michel - Marcel-Langer de la línea B del metro de Toulouse), Francia, 2007 (diseño 2002).
- Sinóptico, Royal Saline, Instituto Claude-Nicolas Ledoux, Arc and Senans, Francia, 2007-2008.
- El sitio web de Bliss press (la antigua fábrica de Chausson), en colaboración con Philippe Daney, Gennevilliers, Francia, 2008.
- Dos incisiones de luz proyectada, Biblioteca Municipal de Vignate (Milán), Italia, 2008.
- Bajo el techo (exactamente en el piso), 1988-2010 (restaurado), Villa Arson, Centro Nacional de Arte Contemporáneo, Niza, nuevamente visible desde el 4 de febrero de 2010.